# Arekoppa, Kanakapura
Arekoppa là một làng thuộc tehsil Kanakapura, huyện Ramanagara, bang Karnataka, Ấn Độ.